# Турсуново Брдо (Угљевик)
Турсуново Брдо је насељено мјесто у општини Угљевик, Република Српска, БиХ. Према попису становништва из 2013. насеље више нема становника.

## Становништво
Према попису из 1991. године, Турсуново Брдо има сљедећи етнички састав становништва:
| Националност | 1991.        |
| Муслимани    | 222 (98,67%) |
| Срби         | 3 (1,333%)   |
| Укупно       | 225          |

| Демографија | Демографија | Демографија |
| Година      | Становника  | Становника  |
| ----------- | ----------- | ----------- |
| 1991.       | 225         |             |
| 2013.       | 0           |             |